# Aleksandronévskaya
Aleksandronévskaya (del ruso: Александроневская) es una stanitsa del raión de Výselki del krai de Krasnodar, en Rusia. Está situada a orillas del río Beisuzhok Primero, afluente del río Beisug, 21 km al nordeste de Vyselki y 98 km al nordeste de Krasnodar, la capital del krai. Tenía 739 habitantes en 2010
Pertenece al municipio Beisúgskoye.

## Historia
La localidad fue fundada en 1907.

## Transporte
La estación de ferrocarril más cercana, Bursak, en la línea Tijoretsk-Krasnodar, está en Beisug, 2 km al oeste.